# Tariq Chihab
Tariq Chihab est un footballeur marocain. Il est né le 22 novembre 1975. Il joue milieu de terrain défensif.

## Sélections en équipe nationale
| N° | Date              | Match                      | Lieu       | Score | Compétition             |
| -- | ----------------- | -------------------------- | ---------- | ----- | ----------------------- |
| 1  | 13 janvier 2002   | Maroc - Guinée             | Rabat      | 2 - 1 | Amical                  |
| 2  | 21 août 2002      | Luxembourg - Maroc         | Luxembourg | 0 - 2 | Amical                  |
| 3  | 7 septembre 2002  | Gabon - Maroc              | Libreville | 0 - 1 | Qualifications CAN 2004 |
| 4  | 3 octobre 2002    | Maroc - Niger              | Rabat      | 6 - 1 | Amical                  |
| 5  | 20 novembre 2002  | Maroc - Mali               | Rabat      | 1 - 3 | Amical                  |
| 6  | 29 mars 2003      | Sierra Leone - Maroc       | Freetown   | 0 - 0 | Qualifications CAN 2004 |
| 7  | 30 avril 2003     | Maroc – Côte d’Ivoire      | Rabat      | 0 - 1 | Amical                  |
| 8  | 6 juillet 2003    | Guinée Equatoriale - Maroc | Malabo     | 0 - 1 | Qualifications CAN 2004 |
| 9  | 10 septembre 2003 | Maroc - Trinité et Tobago  | Marrakech  | 2 - 0 | Amical                  |
| 10 | 11 février 2004   | Mali - Maroc               | Sousse     | 0 - 4 | CAN 2004                |
| 11 | 31 mars 2004      | Maroc - Angola             | Rabat      | 3 - 1 | Amical                  |
| 12 | 28 avril 2004     | Maroc - Argentine          | Casablanca | 0 - 1 | Amical                  |
| 13 | 28 mai 2004       | Mali - Maroc               | Bamako     | 0 - 0 | Amical                  |
| 14 | 5 juin 2004       | Malawi - Maroc             | Blantyre   | 1 - 1 | Qualifications CAN 2006 |
| 15 | 3 juillet 2004    | Botswana - Maroc           | Gaborone   | 0 - 1 | Qualifications CAN 2006 |
| 16 | 10 octobre 2004   | Guinée - Maroc             | Conakry    | 1 - 1 | Qualifications CAN 2006 |
| 17 | 17 novembre 2004  | Maroc – Burkina            | Rabat      | 4 - 0 | Amical                  |
| 18 | 17 août 2005      | Togo - Maroc               | Rouen      | 1 - 0 | Amical                  |

## Palmarès
- 1997 : 4e du championnat de Maroc avec le Chabab Mohammédia
- 1999 : Finaliste Coupe du Trône Maroc
- 2000 : 1/2 finale coupe d’arabe avec le Chabab Mohammédia
- 2004 : Finaliste de la Coupe d'Afrique des Nations avec le Maroc
- 2007 : 3e du championnat de Suisse avec le FC Sion

## Décorations
- Officier de l'ordre du Trône — Le 14 février 2004, il est décoré officier de l'ordre du Wissam al-Arch[1] — ordre du Trône[2] — par le roi Mohammed VI au Palais royal de Rabat[3].

## Vie privée

### Famille
Tariq Chihab est le frère du gardien Salaheddine Chihab.